# Wang Dalei
Wang Dalei (Dalian, 10 de janeiro de 1989) é um futebolista chinês que atua como goleiro. Atualmente, defende o Shandong Luneng.

## Carreira
Wang Dalei representou a Seleção Chinesa de Futebol na Copa da Ásia de 2015.

## Títulos
Shanghai Shenhua
- A3 Champions Cup: 2007

Shandong Luneng
- Copa da China: 2014
- Supercopa da China: 2015

Seleção Chinesa (base)
- Campeonato Asiático Sub-16: 2004

### Individuais
- Melhor jogador do Campeonato Asiático Sub-16: 2004
- Revelação da Super Liga Chinesa: 2006
- Melhor Goleiro da Super Liga Chinesa: 2014
- Seleção da Super Liga Chinesa: 2014
- Melhor jogador da Supercopa da China: 2015